# Le guerriere dal seno nudo
Le guerriere dal seno nudo is een Italiaans-Frans-Spaanse avonturenfilm uit 1973 onder regie van Terence Young.

## Verhaal
Een groep Amazonen reist jaarlijks af naar een Grieks legerkamp om er met soldaten te slapen. Aan het eind van een bezoek wijst een Griekse kapitein hun een kortere weg naar huis. Wanneer ze vervolgens door een andere groep krijgers worden overvallen, denken ze dat de Grieken hen hebben verraden.

## Rolverdeling
| Acteur            | Personage      |
| ----------------- | -------------- |
| Alena Johnston    | Antiope        |
| Sabine Sun        | Oreitheia      |
| Rosanna Yanni     | Penthesilea    |
| Helga Liné        | Hogepriesteres |
| Rebecca Potok     | Melanippe      |
| Malisa Longo      | Leuthera       |
| Lucy Tiller       | Alana          |
| Almut Berg        | Cynara         |
| Luciana Paluzzi   | Phaedra        |
| Angelo Infanti    | Theseus        |
| Fausto Tozzi      | Generaal       |
| Ángel del Pozo    | Kapitein       |
| Franco Borelli    | Perithoüs      |
| Benito Stefanelli | Commandant     |